# Primetime-Emmy-Verleihung 2006
Die Verleihung der Emmy Awards 2006 in der Sparte Primetime fand am 19. und 27. August 2006 im Shrine Auditorium in Los Angeles statt. Die Preise wurden zum 58. Mal vergeben.

## Ablauf
Am 19. August wurden zunächst die Creative Arts Emmys in 63 Kategorien (wie Kostüme, Makeup oder visuelle Effekte) verliehen. Die Veranstaltung wurde in den USA vom Fernsehsender E! übertragen.
Die Hauptveranstaltung (Primetime Telecast) fand am 27. August statt. Vergeben wurden Emmys in 27 Kategorien. Moderator war zum zweiten Mal Conan O’Brien, produziert wurde die Veranstaltung von Ken Ehrlich and Jeff Ross. Turnusgemäß strahlte NBC die Emmy-Verleihung 2006 aus, in Deutschland war sie wieder auf ProSieben zu sehen.
Die Verleihung der Emmys für die Sparte Daytime fand bereits am 28. April statt.

## Auszeichnungen
Die Nominierungen wurden am 6. Juli von Julia Louis-Dreyfus und Brad Garrett bekannt gegeben. Die meisten Nominierungen erhielten die Produktionen Into the West – In den Westen (16), Elizabeth I (15), Mrs. Harris – Mord in besten Kreisen, 24 (je zwölf) und Grey’s Anatomy (elf). Die Sender mit den meisten Nominierungen waren HBO (95), ABC (63), CBS, NBC (je 47), FOX (41) und PBS (34).
Dick Clark wurde während der Emmy-Verleihung für sein Lebenswerk geehrt; seine Laudatio hielt Simon Cowell. Außerdem wurde des verstorbenen Fernsehproduzenten Aaron Spelling gedacht.
Nachfolgend sind die Nominierungen für alle Emmys, die am 27. August vergeben werden, aufgeführt sowie eine Auswahl der Creative Arts Emmys. Die Gewinner sind fett markiert.

### Dramaserie
(Outstanding Drama Series)
- Dr. House
- Die Sopranos
- The West Wing – Im Zentrum der Macht
- Grey’s Anatomy
- 24

### Comedyserie
(Outstanding Comedy Series)
- Arrested Development
- Scrubs – Die Anfänger
- Two and a Half Men
- Das Büro
- Lass es, Larry!

### Miniserie
(Outstanding Mini Series)
- Bleak House
- Elizabeth I
- Into the West – In den Westen
- Sleeper Cell

### Fernsehfilm
(Outstanding Made for Television Movie)
- Flug 93
- The Flight that Fought Back
- G8 auf Wolke Sieben
- Mrs. Harris – Mord in besten Kreisen
- Eine Frau namens Yesterday (Yesterday)

### Reality-TV-Sendung
(Outstanding Reality-Competition Program)
- The Amazing Race
- American Idol
- Dancing with the Stars
- Project Runway
- Survivor

### Varieté-, Musik- oder Comedysendung
(Outstanding Variety, Music or Comedy Series)
- The Colbert Report
- The Daily Show
- Late Night with Conan O’Brien
- Late Show with David Letterman
- Real Time with Bill Maher

### Hauptdarsteller in einer Dramaserie
(Outstanding Lead Actor in a Drama Series)
- Christopher Meloni als Elliot Stabler in Law & Order: Special Victims Unit
- Denis Leary als Tommy Gavin in Rescue Me
- Peter Krause als Nate Fisher in Six Feet Under
- Kiefer Sutherland als Jack Bauer in 24
- Martin Sheen als Josiah Bartlet in The West Wing – Im Zentrum der Macht

### Hauptdarsteller in einer Comedyserie
(Outstanding Lead Actor in a Comedy Series)
- Steve Carell als Michael Scott in The Office
- Larry David als Larry David in Lass es, Larry!
- Kevin James als Doug Heffernan in King of Queens
- Tony Shalhoub als Adrian Monk in Monk
- Charlie Sheen als Charlie Harper in Two and a Half Men

### Hauptdarsteller in einer Miniserie oder einem Fernsehfilm
(Outstanding Lead Actor in a Miniseries or Movie)
- Andre Braugher als Nick Atwater in Thief
- Charles Dance als Mr. Tulkinghorn in Bleak House
- Ben Kingsley als Herman Tarnower in Mrs. Harris – Mord in besten Kreisen
- Donald Sutherland als Bill Meehan in Human Trafficking – Menschenhandel
- Jon Voight als Papst Johannes Paul II. in Pope John Paul II

### Hauptdarstellerin in einer Dramaserie
(Outstanding Lead Actress in a Drama Series)
- Allison Janney als C.J. Cregg in The West Wing – Im Zentrum der Macht
- Geena Davis als Mackenzie Allen in Welcome, Mrs. President
- Frances Conroy als Ruth Fisher in Six Feet Under – Gestorben wird immer
- Kyra Sedgwick als Brenda Johnson in The Closer
- Mariska Hargitay als Olivia Benson in Law & Order: Special Victims Unit

### Hauptdarstellerin in einer Comedyserie
(Outstanding Lead Actress in a Comedy Series)
- Stockard Channing als Lydia Barnes in Out of Practice – Doktor, Single sucht …
- Jane Kaczmarek als Lois in Malcolm mittendrin
- Lisa Kudrow als Valerie Cherish in The Comeback
- Debra Messing als Grace Adler in Will & Grace
- Julia Louis-Dreyfus als Christine Campbell in The New Adventures of Old Christine

### Hauptdarstellerin in einer Miniserie oder einem Fernsehfilm
(Outstanding Lead Actress in a Miniseries or a Movie)
- Gillian Anderson als Lady Dedlock in Bleak House
- Kathy Bates als Jane Stern in Ambulance Girl
- Annette Bening als Jean Harris in Mrs. Harris – Mord in besten Kreisen
- Judy Davis als Sante Kimes in A Little Thing Called Murder
- Helen Mirren als Elisabeth I. in Elizabeth I

### Nebendarsteller in einer Dramaserie
(Outstanding Supporting Actor in a Drama Series)
- William Shatner als Denny Crane in Boston Legal
- Oliver Platt als Russell Tupper in Huff – Reif für die Couch
- Michael Imperioli als Christopher Moltisanti in Die Sopranos
- Gregory Itzin als Charles Logan in 24
- Alan Alda als Arnold Vinick in The West Wing – Im Zentrum der Macht

### Nebendarsteller in einer Comedyserie
(Outstanding Supporting Actor in a Comedy Series)
- Will Arnett als Gob Bluth in Arrested Development
- Jeremy Piven als Ari Gold in Entourage
- Bryan Cranston als Hal in Malcolm mittendrin
- Jon Cryer als Alan Harper in Two and a Half Men
- Sean Hayes als Jack McFarland in Will & Grace

### Nebendarsteller in einer Miniserie oder einem Fernsehfilm
(Outstanding Supporting Actor in a Miniseries or Movie)
- Robert Carlyle als Sergei Karpovich in Human Trafficking – Menschenhandel
- Clifton Collins Jr. als Jack Hill in Thief
- Hugh Dancy als Earl of Essex in Elizabeth I
- Jeremy Irons als Earl of Leicester in Elizabeth I
- Denis Lawson als John Jarndyce in Bleak House

### Nebendarstellerin in einer Dramaserie
(Outstanding Supporting Actress in a Drama Series)
- Candice Bergen als Shirley Schmidt in Boston Legal
- Sandra Oh als Cristina Yang in Grey’s Anatomy
- Chandra Wilson als Miranda Bailey in Grey’s Anatomy
- Blythe Danner als Izzy Huffstodt in Huff – Reif für die Couch
- Jean Smart als Martha Logan in 24

### Nebendarstellerin in einer Comedyserie
(Outstanding Supporting Actress in a Comedy Series)
- Cheryl Hines als Cheryl David in Lass es, Larry!
- Alfre Woodard als Betty Applewhite in Desperate Housewives
- Jaime Pressly als Joy in My Name Is Earl
- Elizabeth Perkins als Celia Hodes in Weeds – Kleine Deals unter Nachbarn
- Megan Mullally als Karen Walker in Will & Grace

### Nebendarstellerin in einer Miniserie oder einem Fernsehfilm
(Outstanding Supporting Actress in a Miniseries or Movie)
- Ellen Burstyn als Former Tarnower in Mrs. Harris – Mord in besten Kreisen
- Shirley Jones als Aunt Batty in Hidden Places
- Cloris Leachman als Tarnowers Schwester in Mrs. Harris – Mord in besten Kreisen
- Kelly Macdonald als Gina in G8 auf Wolke Sieben
- Alfre Woodard als Mrs. Brown in The Water is Wide

### Gastdarsteller in einer Dramaserie
(Outstanding Guest Actor in a Drama Series) – Creative Arts Emmy
- Michael J. Fox in Boston Legal
- Christian Clemenson in Boston Legal
- James Woods in ER
- Kyle Chandler in Grey’s Anatomy
- Henry Ian Cusick in Lost

### Gastdarsteller in einer Comedyserie
(Outstanding Guest Actor in a Comedy Series) – Creative Arts Emmy
- Patrick Stewart in Extras
- Ben Stiller in Extras
- Martin Sheen in Two and a Half Men
- Alec Baldwin in Will & Grace
- Leslie Jordan in Will & Grace

### Gastdarstellerin in einer Dramaserie
(Outstanding Guest Actress in a Drama Series) – Creative Arts Emmy
- Kate Burton in Grey’s Anatomy
- Christina Ricci in Grey’s Anatomy
- Swoosie Kurtz in Huff – Reif für die Couch
- Patricia Clarkson in Six Feet Under
- Joanna Cassidy in Six Feet Under

### Gastdarstellerin in einer Comedyserie
(Outstanding Guest Actress in a Comedy Series) – Creative Arts Emmy
- Shirley Knight in Desperate Housewives
- Kate Winslet in Extras
- Cloris Leachman in Malcolm mittendrin
- Laurie Metcalf in Monk
- Blythe Danner in Will & Grace

### Individuelle Leistung in einer Varieté- oder Musiksendung
(Outstanding Individual Performance in a Variety or Music Program)
- Barry Manilow in Barry Manilow: Music and Passion
- Stephen Colbert in The Colbert Report
- Craig Ferguson in The Late Late Show with Craig Ferguson
- David Letterman in Late Show with David Letterman
- Hugh Jackman in The 59th Annual Tony Awards

### Regie für eine Dramaserie
(Outstanding Directing for a Drama Series)
- Rodrigo García für Big Love
- Jack Bender für Lost
- Alan Ball für Six Feet Under
- Tim Van Patten für Die Sopranos
- David Nutter für Die Sopranos
- Jon Cassar für 24
- Mimi Leder für The West Wing – Im Zentrum der Macht

### Regie für eine Comedyserie
(Outstanding Directing for a Comedy Series)
- Michael Patrick King für The Comeback
- Robert B. Weide für Lass es, Larry!
- Dan Attias für Entourage
- Julian Farino für Entourage
- Marc Buckland für My Name Is Earl
- Craig Zisk für Weeds – Kleine Deals unter Nachbarn

### Regie für eine Miniserie, einen Fernsehfilm oder ein Special
(Outstanding Directing for a Miniseries, Movie or Dramatic Special)
- Justin Chadwick für Bleak House
- Tom Hooper für Elizabeth I
- Peter Markle für Flight 93
- David Yates für G8 auf Wolke Sieben
- Kenny Ortega für High School Musical
- Phyllis Nagy für Mrs. Harris – Mord in besten Kreisen

### Regie für eine Varieté-, Musik- oder Comedysendung
(Outstanding Directing for a Variety, Music or Comedy Program)
- Louis J. Horvitz für 78th Academy Awards
- Bruce Gowers für American Idol
- Jim Hoskinson für The Colbert Report
- Chuck O’Neill für The Daily Show

### Drehbuch für eine Dramaserie
(Outstanding Writing for a Drama Series)
- Shonda Rhimes für Grey’s Anatomy
- Krista Vernoff für Grey’s Anatomy
- Carlton Cuse und Damon Lindelof für Lost
- Alan Ball für Six Feet Under
- Terence Winter für Die Sopranos

### Drehbuch für eine Comedyserie
(Outstanding Writing for a Comedy Series)
- Chuck Tatham, Jim Vallely, Richard Day und  Mitchell Hurwitz für Arrested Development
- Doug Ellin für Entourage
- Ricky Gervais und  Stephen Merchant für Extras
- Greg García für My Name Is Earl
- Michael Schur für Das Büro

### Drehbuch für eine Miniserie, einen Fernsehfilm oder ein Special
(Outstanding Writing for a Miniseries, Movie or Dramatic Special)
- Andrew Davies für Bleak House
- Nigel Williams für Elizabeth I
- Nevin Schreiner für Flight 93
- Richard Curtis für G8 auf Wolke Sieben
- Phyllis Nagy für Mrs. Harris – Mord in besten Kreisen

### Drehbuch für eine Varieté-, Musik- oder Comedysendung
(Outstanding Writing for a Variety, Music or Comedy Program)
- The Colbert Report
- The Daily Show
- Late Night with Conan O’Brien
- Late Show with David Letterman
- Real Time with Bill Maher

### Zeichentricksendung (kürzer als eine Stunde)
(Outstanding Animated Program (for Programming Less Than One Hour)) – Creative Arts Emmy
- Camp Lazlo für die Episode Hello Dolly / Over Cooked Beans
- Family Guy für die Episode PTV
- Fosters Haus für Fantasiefreunde für die Episode Go Goo Go
- Die Simpsons für die Episode Die scheinbar unendliche Geschichte
- South Park für die Episode Trapped in the Closet